# Autorretrato con su esposa Isabel Brant
Autorretrato con su esposa Isabel Brant es un cuadro del pintor flamenco Pedro Pablo Rubens. Se trata de una pintura al óleo sobre lienzo sobre madera, que mide 1,78 metros de alto y 1,36 m de ancho. Actualmente se conserva en la Alte Pinakothek de Múnich (Alemania).
Rubens se autorretrata aquí con su primera esposa, Isabella Brant (1591–1626), hija de un noble de Amberes. Rubens e Isabel se casaron el 3 de octubre de 1609, en la Abadía de San Miguel de Amberes, poco después de que él regresara a la ciudad tras pasar ocho años en Italia El cuadro fue realizado hacia 1609, durante el primer año de matrimonio, y pretende reflejar tanto la felicidad como el bienestar de la pareja.

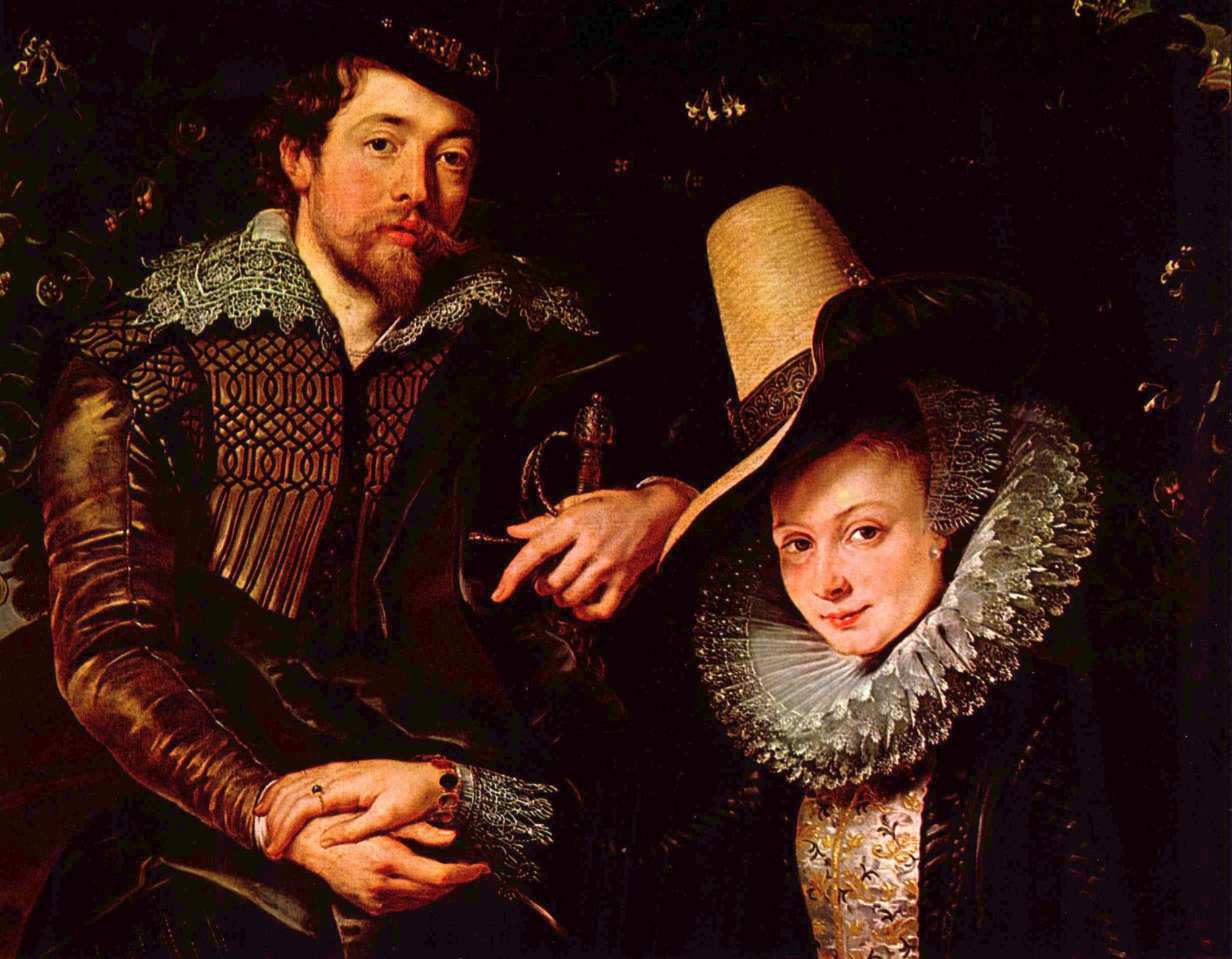
Detalle de los rostros.

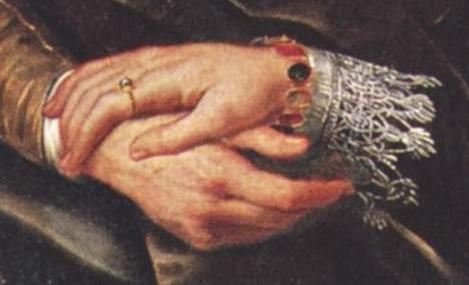
Detalle de las manos.

La pintura es un retrato doble a tamaño casi natural de la pareja sentada ante un arbusto de madreselva, que simboliza el amor y la fidelidad conyugal. Las manos derechas unidas (junctio dextrarum) indican que ya estaban casados. Es aproximadamente el centro del cuadro y traza una diagonal con la pierna izquierda del artista y el brazo también izquierdo, que parece sostener la espada.
Rubens se deleita expresando con gran detalle las calidades de las telas, los encajes y bordados, así como los demás objetos representados, casi como si deseara demostrar su habilidad. De esta manera se refleja en su pintura la influencia de la pintura veneciana, en particular de Tiziano, por el colorido, como puede verse en el intenso azafranado de las medias del pintor, y el suntuoso tratamiento de las telas, como el minucioso bordado del corpiño de la mujer.
Además, Rubens se representa a sí mismo como un caballero aristocrático con su mano izquierda sobre la empuñadura de su espada.
El cuadro presenta una luz dorada, típica del otoño, y recae principalmente en los jóvenes rostros de los recién casados.